# Тропы по большому сертану
«Тро́пы по большо́му серта́ну» (порт. Grande Sertão: Veredas) — роман бразильского писателя Жуана Гимарайнса Розы, вышедший в 1956 году. Содержит посвящение супруге автора Араси ди Карвалью.

## Стиль романа
Роман является долгим монологом на 608 страниц без разбивки на главы и остановок. Но при этом оригинальный текст романа очень фрагментарен и несвязен, как на повествовательном, так и на лингвистическом уровне. В этом отношении его можно приравнять к роману «Улисс» Джеймса Джойса. Книга полна неологизмов, игры слов и даже лингвистических конструкций сходных с поэзией.

## Сюжет романа

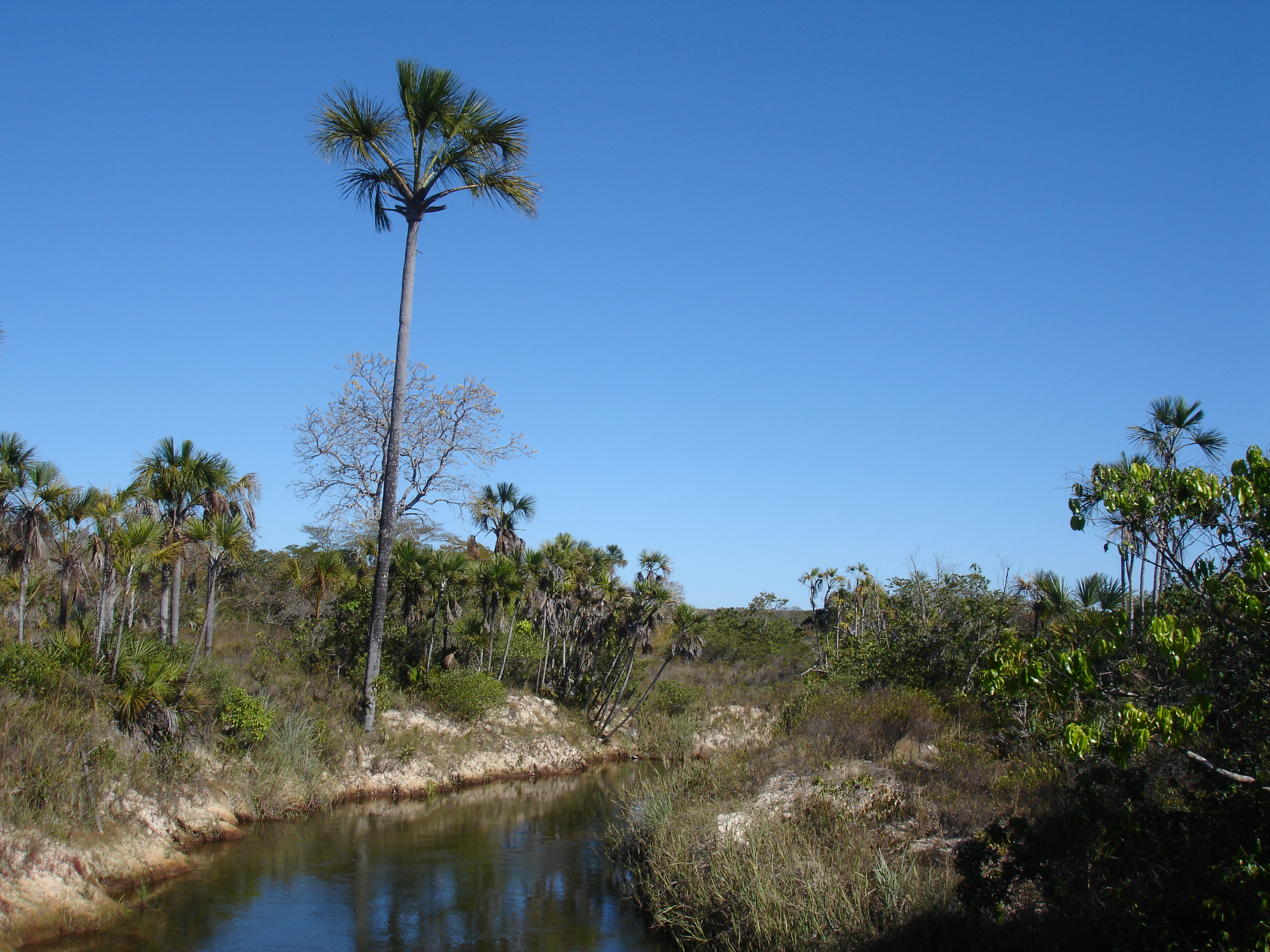
Место в парке Гранди-Сертан-Вередасе, устроенном в честь книги.

Повествование ведётся от первого лица и фокусируется на истории крестьянина Риоба́льдо, который ранее был бандитом. Историческая периодизация затруднительна, но по упоминанию в ходе действия бразильских исторических личностей можно заключить, что воспоминания Риобальдо затрагивают период с конца XIX века по 1932 год.
Он рассказывает про свои приключения и борьбу за жизнь в сертане (внутренних засушливых районах Кампоса). Это своего рода любовная история, которая порывает с традиционным представлением о любви, это история мести и ода бразильской степи, её людям, её природе, рассказанная человеком, который там родился, который прожил там всю свою жизнь и который, наверное, там умрёт. Судьба распорядилась, чтобы он стал жагунсу (бандитом).
В первой части произведения рассказчик от первого лица, Риобальдо, излагает ряд разных и явно не связанных друг с другом фактов, которые касаются его беспокойства о жизни. Темы вращаются вокруг классических западных философских вопросов, таких как происхождение человека, размышления о жизни, добре и зле, боге и дьяволе. Однако Риобальдо не может систематизировать свои идеи и удовлетворительно их выразить, что создает довольно хаотичный спич, пока в определенный момент не появляется его кум Келеме́н ди Гойс, который отчасти помогает ему, и Риобальдо начинает само повествование.
Риобальдо начинает вспоминать своё прошлое и рассказывает о матери и о том, как он познакомился с мальчиком Рейналду, объявившим себя «не таким как все». Риобальдо восхищается мужеством своего друга. Когда его мать умирает, его забирают к крёстному отцу Селорику Мендису на ферму Сан-Грегориу, где он встречает Жуку Рамиру, великого вождя жагунсу. Селорику Мендис отправляет его учиться, и через некоторое время Риобальдо становится учеником Зе Бебелу, местного фермера. Вскоре Зе Бебелу, который хотел положить конец деятельности жагунсу в регионе, пригласил Риобальдо стать частью его банды, и тот согласился. Так начинается история первой войны, рассказанная в романе.
Банда жагунсу во главе с Эрмо́женисом идет на войну против Зе Бебелу и правительственных солдат, но Эрможенис вскоре бежит с поля боя. Риобальдо решает сбежать из банды Зе Бебело и находит Рейналду, который входит в банду Жуки Рамиру. Затем Риобальдо тоже решает присоединиться к их банде.
Дружба между Риобальдо и Рейналду со временем крепнет, и Рейналду тайно сообщает своё настоящее имя: Диадорин. В какой-то момент происходит битва между бандами Зе Бебелу и Жуки Рамиру, где Зе Бебелу попадает в плен. Затем его судит трибунал, состоящий из лидеров жагунсу, верховным лидером которых является Жука Рамиру. Эрможенис и Рикардан выступают за смертную казнь. Однако в конце судебного разбирательства Жука Рамиру приговаривает Зе Бебелу к освобождению при условии, что он отправится в Гояс и не вернётся до дальнейшего уведомления. После суда Риобальдо и Рейналду присоединяются к банде Титана Пассуса, который также сражался вместе с Эрможенисом.
После долгого периода мира и спокойствия в сертане жагунсу по имени Гавиан-Кужу приходит к группе Титана, чтобы сообщить ему, что Жука Рамиру был предан и убит Эрможенисом и Рикарданом, которые стали известны как «иуды». В этот момент повествования у Риобальдо завязывается роман с проституткой Ньюриньёй, а позже и с Отасилией, в которую он влюбляется. Диадорин за это злится на него и во время спора угрожает Риобальдо кинжалом.
Жагунсу собираются, чтобы сразиться с «иудами», и таким образом начинается вторая война, организованная под новым руководством: с одной стороны, Эрможенис и Рикардан, убийцы Жуки Рамиру и предатели банды; с другой — жагунсу во главе с Зе Бебелу, который возвращается, чтобы отомстить за смерть своего спасителя. В определённый момент повествования две банды объединяются, чтобы попытаться избежать осады, устроенной правительственными солдатами, но банда Зе Бебелу тихо убегает с места событий и оставляет Эрможениса и его банду сражаться с солдатами в одиночку. Риобальдо передает Диадорину камень топаза, который символизирует союз между ними двумя, но тот отказывается, говоря, что им следует дождаться окончания битвы.
Когда группа Зе Бебелу прибывает в Вередас-Мортас, в определённый момент Риобальдо заключает договор с Дьяволом, чтобы они могли победить банду Эрможениса. Под именем Уруту́-Бра́нку (Белый Уруту) он берёт на себя руководство группой, а Зе Бебелу покидает её. Риобальдо просит жагунсу доставить топаз его подруге Отасилии, что тем самым создаёт брачные обязательства между ними.
Группа во главе с Риобальдо (ставшим известным как Уруту-Бранку) отправляется на охоту за Эрможенисом и прибывает на его ферму в соседней Баии. Там они заключают в тюрьму жену Эрможениса и, не найдя его, возвращаются в Минас-Жерайс. Сначала они находят банду Рикардана, и Уруту-Бранку убивает его. Наконец, они находят группу Эрможениса в Паредане, и происходит великая и кровавая битва. Диадорин сталкивается с Эрможенисом в прямом противостоянии, и оба умирают. Затем Риобальдо обнаруживает, что Диадорин на самом деле был женщиной — дочерью Жуки Рамиру Марией Деодориной да Фе Биттанкур Маринс.

## Экранизации
- В 1985 году снят мини-сериал бразильской телекомпанией Rede Globo.